# Тальони, Фабио
Фабио Тальони (итал. Fabio Taglioni; 10 сентября 1920, Луго, Эмилия-Романья — 18 июля 2001, Болонья) — итальянский инженер, с чьей деятельностью в основном связана популярность итальянского производителя мотоциклов Ducati.

## Краткая биография
Фабио Тальони родился 10 сентября 1920 года в городке Луго. После Второй мировой войны Тальони разрабатывал двигатели для мотоциклов Ceccato и Mondial. В 1954 году он стал главным инженером компании Ducati. Его разработки в Ducati всегда опережали конкурентов. Десмодромный привод клапанов (жесткие связи сопряженных движущихся объектов) с механизмом принудительного открывания и закрывания клапанов созданный еще в 1956 году, до сих пор используется при производстве мототехники. Именно это нововведение позволило двигателям Ducati превосходить конкурентов и по мощности и по скорости. Автором этого привода клапанов считают как раз Фабио Тальони. Первый его мотоцикл с десмодромным приводом клапанов вышел в 1956 году. Однако есть упоминания, что еще в 1954 году на гоночном Mercedes-Benz-В196 был установлен двигатель с подобным приводом.
Ушел из Ducati в 1989 году. 18 июля 2001 года умер в Болонье из-за остановки сердца.